# Vicki (Doktor Who)
Vicki – postać fikcyjna związana z brytyjskim serialem science-fiction pt. Doktor Who, w którą wcielała się Maureen O’Brien.
Vicki pochodziła z Ziemi z XXV wieku i była towarzyszką pierwszego Doktora. Pojawiła się w 2 i 3 sezonie. W serialu nigdy nie ukazano jej nazwiska, lecz w książce Byzantium! ujawniono, że brzmi ono „Pallister”. Vicki łącznie pojawiła się w 38 odcinkach, składających się na 9 historii.

## Życiorys

### Serial
Po raz pierwszy Vicki pojawia się w historii The Rescue, gdzie ocalała z katastrofy statku kosmicznego na planecie Dido, wraz z Bennettem. Jej życie było zagrożone przez potwora zwanego Koquillion. Podczas pobytu na planecie poznaje Doktora, oraz jego towarzyszy, Iana i Barbarę. Wraz z zespołem TARDIS odkrywa że Koquillion to w rzeczywistości Bennett, który zabił załogę statku, w tym ojca Vicki. W związku z odejściem Susan, Doktor proponuje Vicki aby towarzyszyła mu w podróżach.
Vicki z Doktorem odwiedziła m.in. Cesarstwo Rzymskie, planetę Vortis czy Troję oraz była świadkiem odejścia Iana i Barbary oraz dołączenia Stevena i Katariny.
Podczas ostatniej historii z jej udziałem zakochuje się w Troilosie, podczas oblężenia Troi. Miłość do mieszkańca Troi była głównym powodem odejścia. Vicki przeszła do historii jako Cressida.

## Występy

### Telewizyjne
| Historia          | Data premiery        | Data premiery       | Źródło            |
| Historia          | Pierwszy odcinek     | Ostatni odcinek     | Źródło            |
| Sezon 2 (1964-65) | Sezon 2 (1964-65)    | Sezon 2 (1964-65)   | Sezon 2 (1964-65) |
| ----------------- | -------------------- | ------------------- | ----------------- |
| The Rescue        | 2 stycznia 1965      | 9 stycznia 1965     | [ 1 ] [ 6 ]       |
| The Romans        | 16 stycznia 1965     | 6 lutego 1965       | [ 2 ] [ 7 ]       |
| The Web Planet    | 13 lutego 1965       | 20 marca 1965       | [ 3 ] [ 8 ]       |
| The Crusade       | 27 marca 1965        | 17 kwietnia 1965    | [ 9 ] [ 10 ]      |
| The Space Museum  | 24 kwietnia 1965     | 15 maja 1965        | [ 11 ] [ 12 ]     |
| The Chase         | 22 maja 1965         | 26 czerwca 1965     | [ 5 ] [ 13 ]      |
| The Time Meddler  | 3 lipca 1965         | 24 lipca 1965       | [ 14 ] [ 15 ]     |
| Sezon 3 (1965-66) |                      |                     |                   |
| Galaxy 4          | 11 września 1965     | 2 października 1965 | [ 16 ] [ 17 ]     |
| The Myth Makers   | 16 października 1965 | 6 listopada 1965    | [ 4 ] [ 18 ]      |

## Rozwój postaci
Postać Vicki zastąpiła Susan, która opuściła serial z powodu niezadowolenia aktorki. Ford była niezadowolona z braku rozwoju jej postaci. W przeciwieństwie do Susan, Vicki postanowiono ucharakteryzować, by można było rozwijać jej postać. Inne propozycje imienia brzmiały „Luckky” and „Tanni”. Rola Vicki była dla Maureen O’Brien pierwszą rolą w telewizji. Sydney Newman rozpatrywał początkowo konieczność upodobnienia Vicki do Susan m.in. przez obcięcie jej włosów oraz ufarbowanie ich na czarno, lecz aktorka odmawiała mówiąc: „Dlaczego po prostu nie powrócić do Carole Ann Ford”.

## Odbiór
Podczas pisania recenzji do historii The Time Meddler, Christopher Bahn z A.V. Club opisał postać Vicki jako „czymś więcej niż tylko wymianą Susan, a bardziej poprawą, w głównej mierze, dlatego że Maureen O’Brien jest o wiele bardziej atrakcyjną i tętniącą życiem aktorką”. Dodał także że „jej scena z Doktorem na początku pierwszego odcinka jest tutaj cieplejsze i przystępne niż powiedzmy podobna scena Doktor-Susan w Dalek Invasion”. Recenzent Mark Braxton z Radio Times pochwalił sposób w jaki Vicki przejmuje kontrolę w historii The Space Museum, porównując ją do późniejszej towarzyszki, Sary Jane Smith, którą grała Elisabeth Sladen. Braxton krytykował to że jej postać nie została w pełni wykorzystana, ale pisał pozytywnie o tym jak jej odejście zostało potraktowane.